# Pseudagrion estesi
Pseudagrion estesi là một loài chuồn chuồn kim trong họ Coenagrionidae.
Pseudagrion estesi được Pinhey miêu tả khoa học năm 1971.